# Jan Maria Najmr
Jan Maria Najmr (23. ledna 1920 Brno-Královo Pole – 20. března 2003 Brno) byl český a moravský malíř, výtvarník a pedagog. V letech 1963–1982 působil jako ředitel Střední uměleckoprůmyslové školy v Brně.

## Život
Jan Maria Najmr studoval v letech 1940–1945 malbu na Škole uměleckých řemesel (ŠUŘ) v Brně u profesorů Emanuela Hrbka, Petra Dillingera a Františka Süssera. V letech 1945–1949 vystudoval dějiny umění na Filozofické fakultě Masarykovy univerzity v Brně.
Samostatně vystavoval od roku 1948 opakovaně v Brně, Jihlavě, Hodoníně a Vyškově. Dále se účastnil řady kolektivních výstav v Brně, Praze aj.
Byl členem Spolku výtvarných umělců Aleš (od roku 1946), Bloku československých výtvarných umělců (1946–1951), skupiny M a Českého fondu výtvarných umění (ČFVU).

## Dílo
Vedle řady malířských pláten je autorem např. těchto realizací veřejných výzdob:
- sgrafita v Českých Budějovicích a v Adamově
- stucco lustro ve Vítkovicích
- výzdoba hotelu v Trojanovicích
- Elektrodům v Brně a v Moravských Budějovicích
- mozaiky, enkaustiky a vitráže v Brně